# Empresa Nacional de Telecomunicaciones (Argentina)
La Empresa Nacional de Telecomunicaciones (ENTel) fue una empresa pública de Argentina dedicada a la prestación del servicio de telefonía, activa entre 1946 y 1990.
Previamente, en 1948 el gobierno de Juan Domingo Perón nacionalizó la Unión Telefónica (empresa franco-inglesa) y el Estado adquirió el 51 % de la empresa y el 49 % permanecía en el sector privado. 
Brevemente durante 1960 tuvo el nombre «Empresa Nacional de Teléfonos». En 1989 el gobierno de Carlos Menem privatizó a la empresa y la prestación de los servicios quedó en manos de Telecom (Región Norte) y Telefónica (Región Sur).
Dos décadas tras su privatización, ENTel seguía existiendo como empresa residual.

## Historia

### Años previos
El 4 de enero de 1881 se instaló el primer teléfono del país, en la residencia del entonces ministro de Relaciones Exteriores, Bernardo de Irigoyen. El mismo día también se instalaron otros teléfonos en las residencias del presidente de la Nación, Julio Argentino Roca en la calle Rivadavia 1783; del intendente de la Ciudad de Buenos Aires, Torcuato de Alvear; del Ministro de Guerra y Marina, general Benjamín Victorica, y en instituciones como la Sociedad Rural, el Club del Progreso y el Jockey Club.
En 1882, la Société du Pantéléphone L. De Locht et Cie y la Compañía Telefónica del Río de la Plata se fusionaron. La Unión Telefónica del Río de la Plata (UT), con 6000 abonados iniciales en 1886, prestó servicios telefónicos en Argentina bajo administración inglesa durante 43 años, hasta 1929, cuando pasó a manos estadounidenses al ser adquirida por la International Telephone and Telegraph company (ITT). 
En 1889 se tendió, a través del Río de la Plata, un cable telefónico subfluvial a (Uruguay).
Los años 20 marcaron el inicio de la militancia gremial en el sector de la telefónica, con la formación de los primeros gremios para contrarrestar el férreo control patronal. La primera central automática Strowger se instaló en la ciudad de Córdoba en 1914, con un equipo para 2000 líneas. Para 1932 existían 69 000 líneas activas. En 1943, el presidente Arturo Rawson en asociación con empresas privadas lanza un primer plan de expansión de la red a nivel nacional, pasando de 73 000 líneas activas en 1943 a 187 830 en 1947.
En 1944, se funda la Federación Obrera de Telecomunicaciones de la República Argentina (FOTRA), cuyo líder Luis Gay, sería clave en la histórica jornada del 17 de octubre de 1945 y posteriormente sería uno de los fundadores y referentes del Partido Laborista, una estructura política que acompañó la elección de Juan Domingo Perón. El 20 de abril de 1950, en el marco de regularización del gremio telefónico, se crea la Federación de Obreros y Empleados Telefónicos de la República Argentina (FOETRA), que obtiene la personería gremial el 16 de junio y que continuó operativa tras la privatización de la empresa cuatro décadas más tarde.

### Nacionalización

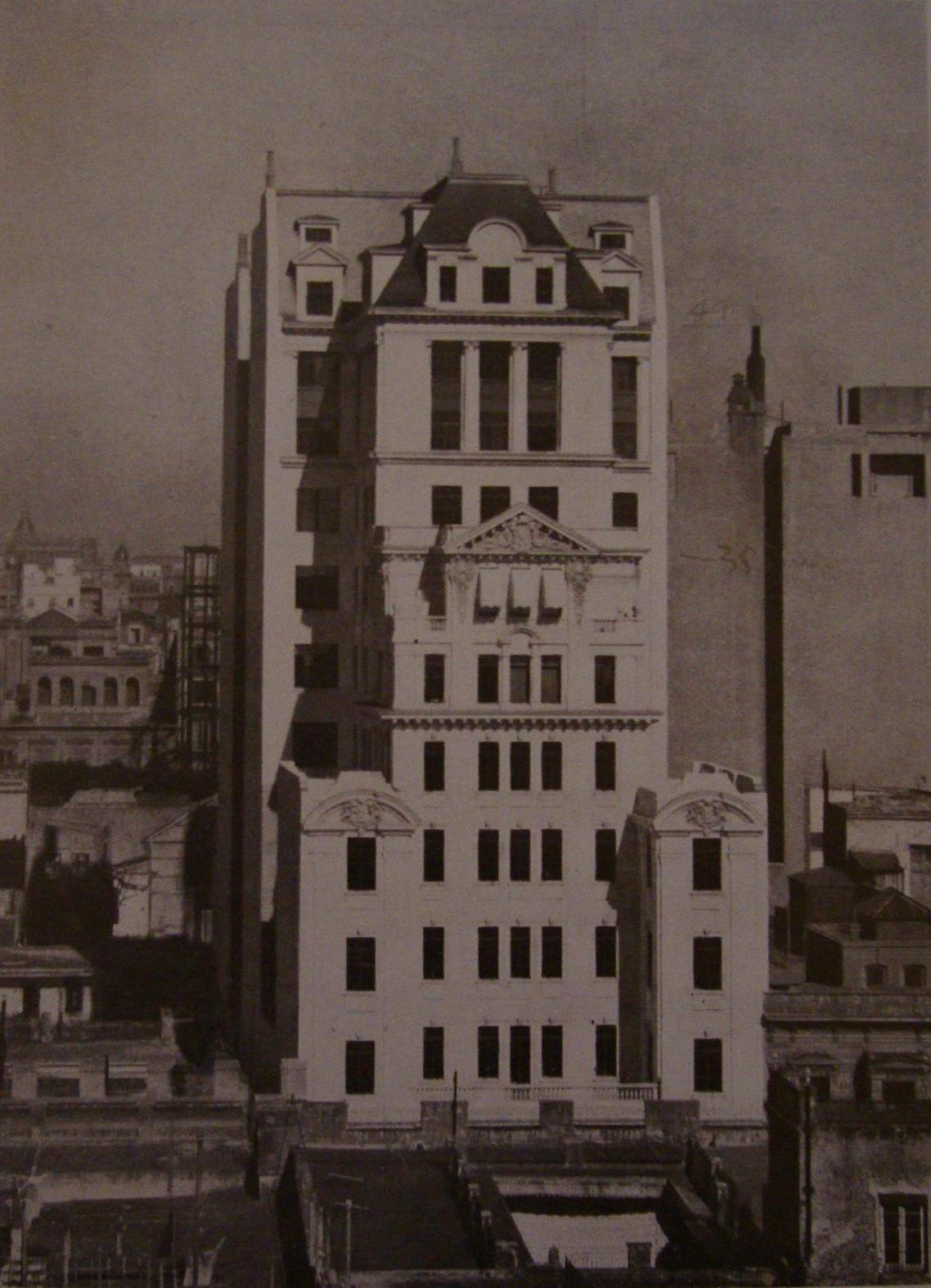
Sede de la Unión Telefónica en Buenos Aires en Defensa 143.

Para administrar el servicio telefónico el Estado creó la Empresa Mixta Telefónica Argentina (EMTA), el 31 de diciembre de 1946 asumieron sus funciones las autoridades de la flamante empresa, en el Edificio de calle Defensa 143. 
El Estado creó en 1948 la Empresa Mixta Telefónica Argentina (EMTA) y en 1951 reno brada «Teléfonos del Estado», ente sustituido ENTel (Empresa Nacional de Telecomunicaciones), creada bajo el régimen de la Ley de Empresas del Estado. Ese año en el país comenzó a regir la conmutación automática, no siendo indispensable para comunicaciones urbanas la necesidad de una operadora que desviase la comunicación. A través de TE se reafirmó el interés público sobre los servicios de telecomunicaciones, no sólo los telefónicos, sino también los telegráficos, radiotelegráficos y demás complementarios. Durante la década del 40 y 50 absorbería un total de 37 empresas, alcanzando cobertura sobre el 70% del territorio y el manejo del 99% de las líneas totales, la unificación definitiva de la totalidad de los servicios de telecomunicaciones, de modo que sean brindados en forma centralizada y coordinada por un órgano común. La unificación de diversas empresas bajo Teléfonos del Estado logro llevar al sector racionalidad y agilidad de gestión, con una mejora en la prestación de los servicios y una baja de los costos. La nueva empresa creada por el presidente Perón contaría en su dirección participación y control externo del Congreso Nacional. Para 1954 la empresa era considerada la más eficiente de América Latina: abarcaba el 91 por ciento de cobertura en el territorio nacional, con un porcentaje de cobertura similares a la República Federal de Alemania, Francia, Gran Bretaña y Estados Unidos. Mientras que las tarifas se encontraban entre las más bajas de América Latina
Se buscaba con ello obtener la argentinización de las grandes compañías de servicios públicos de capitales foráneos, según indicó el vicepresidente del IAPI, Carlos Devries. El subsecretario de Industria y Comercio, Ildefonso Cavagna Martínez, y el gerente general del Banco Central de la República Argentina, Orlando Maroglio, presidieron el acto en que fueron puestos en sus cargos el presidente de EMTA, el doctor Alberto R. Fretes, y los directores, Luis Francisco Gay y Arturo Sái].
A través de la nacionalización de los teléfonos el Estado dejaría de limitarse solo al ordenamiento y control de las empresas telefónicas, pasando a intervenir en la provisión y venta de servicios. El anuncio se realizó a fines de agosto del 1946 y efectivamente el 3 de septiembre se concretó la operación de compra ad referendum del Congreso Nacional. El convenio establecía el pago de 95 millones de dólares a la ITT por su filial argentina. La compra de la UT fue visto como un acto revolucionario y la operación fue aprobada por el Congreso con una sólida mayoría. Ante el Senado, el ministro de Hacienda, Ramón Antonio Cereijo, dio la explicación contable sobre el precio pagado por el gobierno a la ITT:

«La Unión Telefónica tenía un activo de 483 millones de pesos y un pasivo de 164. Por eso pagamos solo la diferencia: 319 millones.»

 Poco tiempo después se concretó la adquisición de otras operadoras locales y la estatización de los servicios en la Dirección Nacional de Teléfonos del Estado, consolidando el control público en la mayor parte del país. Entre 1948 y 1952, a través de negociaciones particulares con cada una, se procedió a la compra de la mayoría de las empresas telefónicas del país, aumentando el número de abonados y, principalmente, la cobertura territorial de la empresa estatal, logrando unificar los servicios que muchas veces eran incompatibles y estandarizando y modernizando los mismos. A consecuencia de la nacionalización entre 1948 y 1955 las tarifas tendrán una caída del 73 por ciento, mientras que Argentina liderará el desarrollo de las telecomunicaciones en América Latina a lo largo de tres décadas. La ampliación de los servicios telefónicos se incorporó como uno de los ejes del Segundo Plan Quinquenal puesto en marcha en 1952, con el propósito no solo de llegar a más sectores de la población, sino también de promover el desarrollo de la fabricación local de equipamiento (Herrera, 1989). La empresa estatal pasó de los 120 000 abonados en 1946 a 3 710 000 para 1953.
Perón dedicó palabras tranquilizadoras para el capital extranjero:

La sensibilidad argentina se halla favorablemente predispuesta hacia los capitales y técnicos extranjeros. Esta sensibilidad, no obstante su indeclinable afán de recuperar los servicios públicos esenciales, no admitiría una injuria, una desconsideración hacia los capitales extranjeros, que tuvieron fe en el país cuando no se había formado aún el ahorro nacional.

Durante la década siguiente, sobre la base de la financiación del Estado nacional, comenzara importante expansión del servicio, con la instalación de nuevos tendidos y centrales locales, y la integración de la red, mediante nuevas líneas troncales, una modernización de los aparatos y la expansión a todo el territorio nacional.

## Décadas de 1940 y 1950

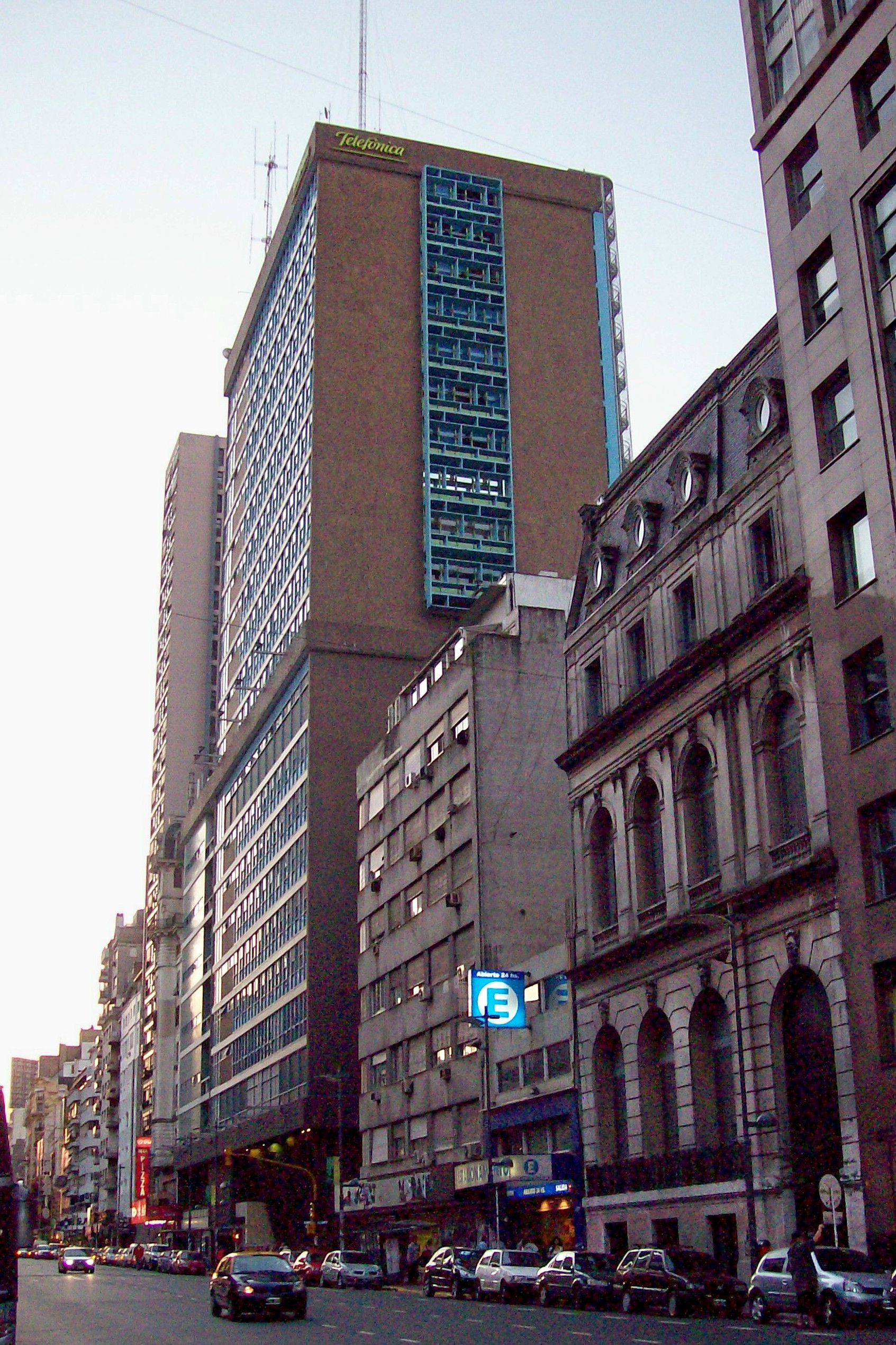
Edificio República sobre la Avenida Corrientes. Fue diseñado en 1951 y su construcción se prolongó entre 1955 y 1964. Hoy pertenece a Telefónica de Argentina S. A.

El 18 de marzo de 1948, el Gobierno peronista firmó los convenios que incorporaron a EMTA al patrimonio del Estado, que un año más tarde sería rebautizada como Teléfonos del Estado y transformada en dependencia del Ministerio de Comunicaciones de la Nación. La necesidad de expandir sus áreas de influencia, obligaron al Ejecutivo Nacional a la sanción del Decreto 11.323/61, que aprobó convenios entre ENTel y, por una parte, Compañía International Telephone and Telegraph Corporation, y por otra, Siemens und Halske A.G. Berlin-München y Siemens Argentina S.A., para lograr el fin mentado.
Durante la década peronista y en pocos años, Argentina se consolidó como un líder absoluto en América Latina en prestación del servicio telefónico. En 1943 existían 724 centrales y 476 585 aparatos. La inversión total por la adquisición de diversos materiales alcanzó 10 374 000 pesos. En 1949 ya era otra la realidad. Había 778 centrales y 647 240 aparatos, y se completó una inversión de 100 276 000 pesos. En todas las ciudades del país se construyeron edificios que reunían las exigencias para prestar el servicio, y se levantaron centrales monumentales en Mar del Plata, Córdoba y La Plata.
Para expandir la telefonía hacia todo el país y reforzar las líneas entonces existentes, se erigió gran cantidad de circuitos interurbanos alámbricos y de elevada frecuencia. En 1943 había 1535; en 1952 ya habían alcanzado 3518 circuitos. Ello representó, en cada uno de esos años, 144 200 km de líneas de cable; 205 305 y 529 000, respectivamente. Hacia fines de 1951 se logró el objetivo de poder dar tres veces y media la vuelta al mundo. En esos años las modernas centrales telefónicas levantadas en la Capital Federal y en las principales ciudades del interior aumentaron de 724 a 814, respectivamente.
A partir de 1948, el peronismo adoptó varios sistemas de 12 vías de transmisión simultánea únicos en Sudamérica que, en 1943, representaban 49 730 km, y en 1951, 384 000 km de líneas. El notable mejoramiento del servicio significó la instalación de millares de aparatos automáticos, la baja en las tarifas y la conversión de centrales manuales, disminuyendo de ese modo hacia fines de 1951 la cantidad de teléfonos atendidos por personal de operación. En solo cinco años -luego de décadas de atraso- se crearon 25 centrales telefónicas en Buenos Aires.
Dentro del conjunto de obras previstas por el Primer Plan Quinquenal del primer gobierno de Juan Domingo Perón, el miércoles 31 de octubre de 1951 se inauguró el Palacio de Correos y Telecomunicaciones de Mendoza, y años después el de San Juan y Neuquén, edificios de gran superficie que funcionaban como centros de distribución para las diversas regiones.
En 1953 comenzaron a instalarse teléfonos públicos en las principales ciudades del país, y al cabo de un año había 6400 teléfonos públicos instalados en el Gran Buenos Aires, que brindaban a ENTel un ingreso diario de 700 000 pesos.
Este auge de inversiones se vio repentinamente paralizado en 1956, tras perpetrarse el golpe de Estado que instaló en el poder a la dictadura autodenominada Revolución Libertadora, durante la que el crecimiento de las telecomunicaciones dejó de ser prioridad del Estado y comenzó un gradual deterioro en los servicios hasta el fin de su régimen.
En 1954 se inaugura el Centro de Larga Distancia. Se esbozaban también otros centros de concentración (Centrales Tandem) para la Capital Federal: El Tándem Belgrano, para servir el área norte de la capital y sus suburbios; el Tándem Flores para servir el área oeste de la capital y sus suburbios; el Tándem Barracas para servir el área sur de la capital y sus suburbios; y el Tándem General Urquiza. Para 1955, tras diez años de gestión, la empresa elevó la cantidad de aparatos de 237 023 a 1 547 858.

## Décadas de 1960 a 1980

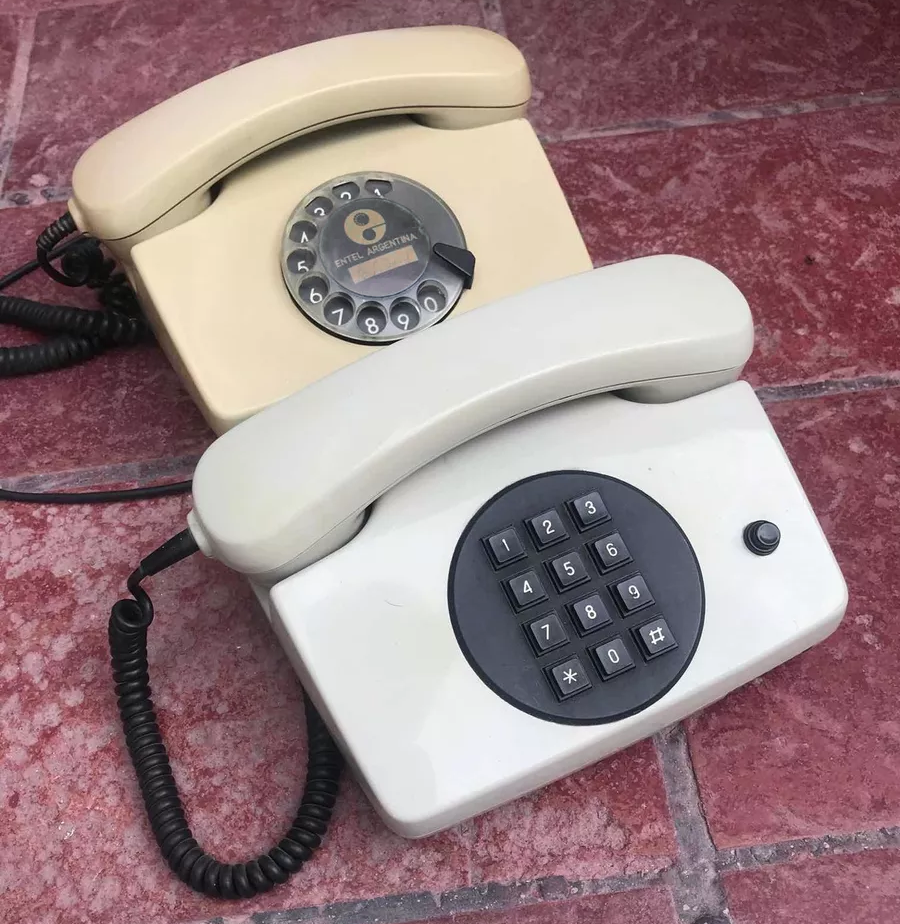
Teléfono de ENTel modelo Siemens Masterset.

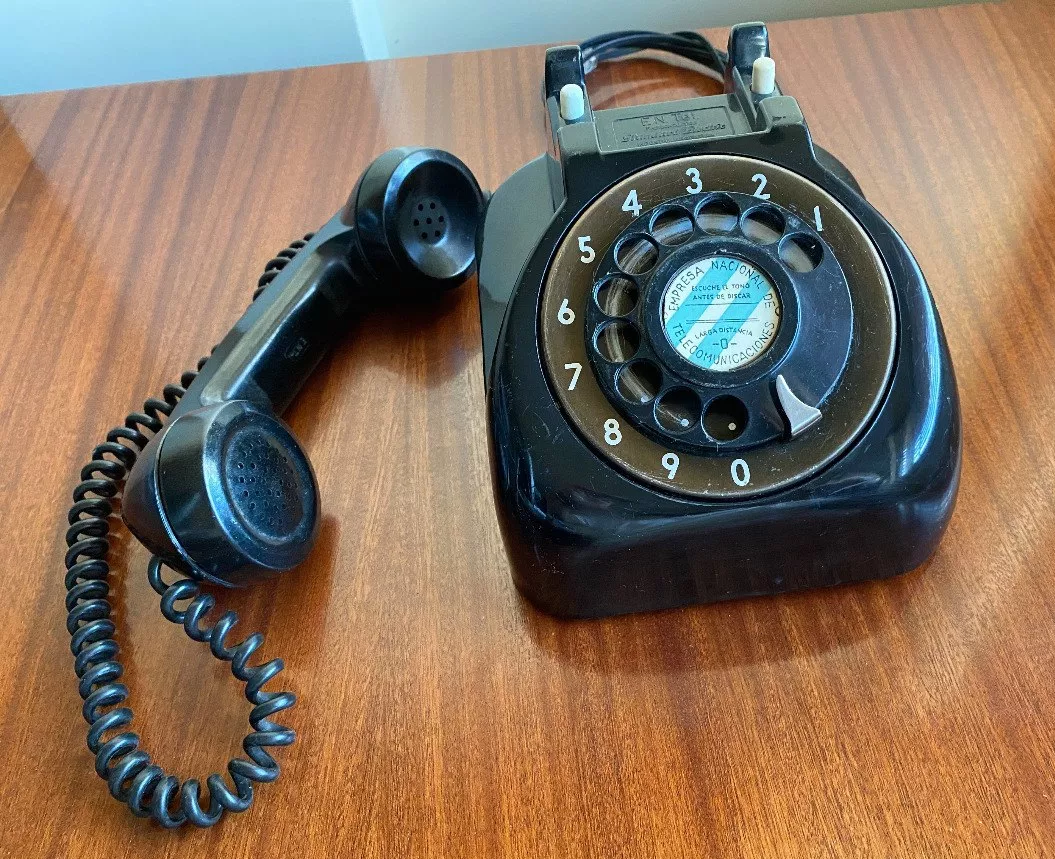
Teléfono a disco de ENTel marca Standard Electric.

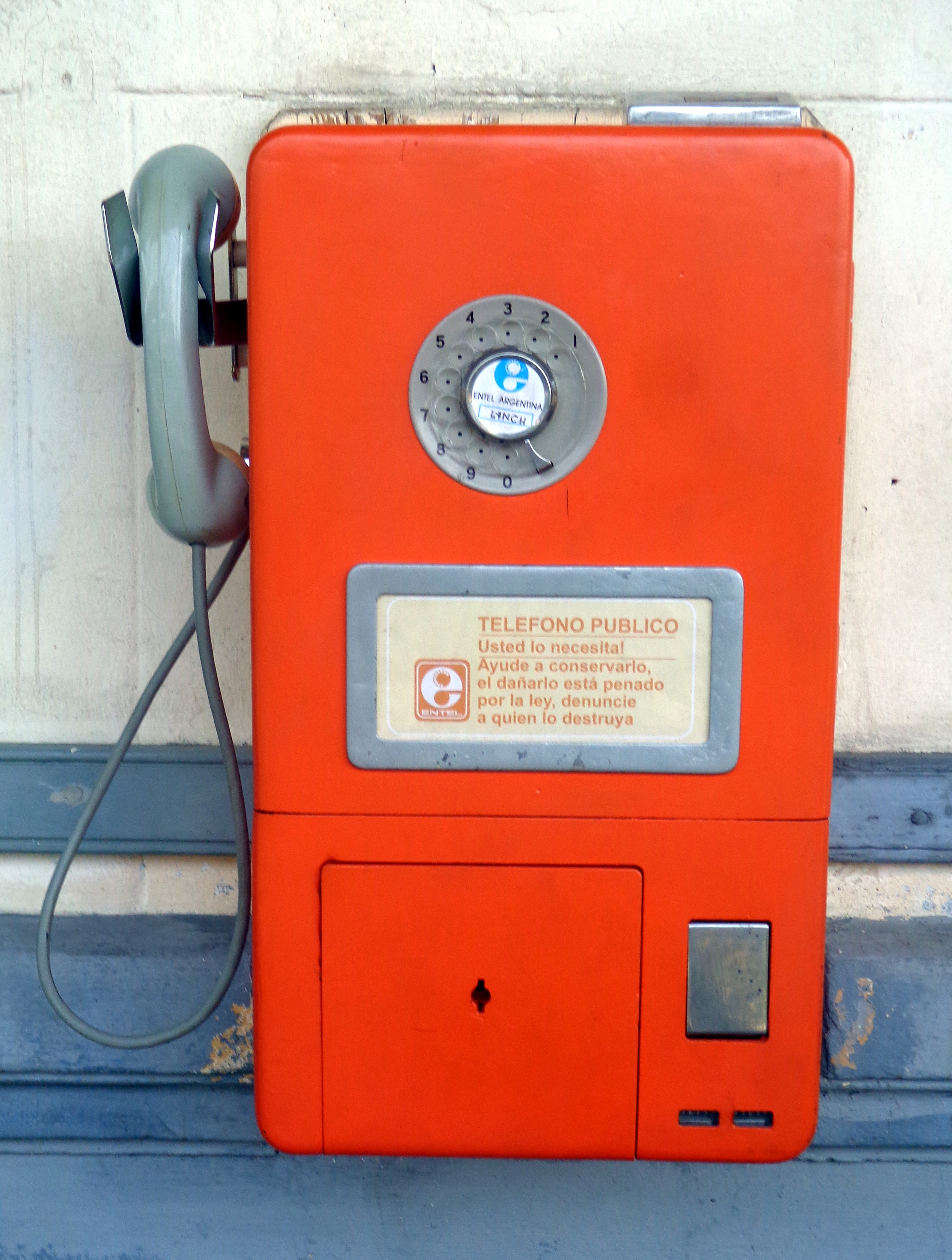
Teléfono público de ENTel

En la década de 1960, comienza una segunda expansión de la empresa. En 1961 se desarrolló el sistema de Télex en el país, posibilitando el envío y recepción de documentos escritos desde un punto a otro del territorio nacional.
En 1962, por intermedio del Decreto 770/62, se decidió que el 25% de los ingresos de la Empresa en concepto de explotación de los servicios, fueran destinados a planes de inversión en obras públicas con el objeto de mejorar, en forma sustancial, la calidad y cantidad de servicio a los abonados. Entre 1950 y 1970, se comenzó a desarrollar la industria electrónica nacional basada en el diseño y fabricación de bienes de consumo con alto grado de integración local, entre ellos teléfonos. Se lograron importantes avances para controlar tecnologías de fabricación de dispositivos semiconductores, con lo que se logró mejorar el pulso telefónico.
El 20 de septiembre de 1969 (55 años) se inauguró oficialmente la Estación Terrena de Balcarce I, en la provincia de Buenos Aires, con una antena de plato de 30 metros de diámetro. Ese año se inició en la Argentina el servicio de teléfono medido, el primero en Latinoamérica, y en 1970, el telediscado con el interior. En 1974, se inauguró la Estación Terrena Balcarce II y luego la Estación Terrena de Bosque Alegre, en la provincia de Córdoba. Durante esa década las cabinas telefónicas fueron modernizadas instalándose más 47 000 teléfonos públicos en cinco años.
En 1981, ENTeL encargó a Siemens el proyecto de la Red Télex Nacional, incluyendo un centro internacional de télex, el Sistema de Transmisión Automático de Mensajes (SITRAM) librado al servicio el 7 de diciembre de 1982. En 1982 el entonces Ministro de Economía, Roberto Alemann, propuso lanzar un plan de privatización parcial de ENTel del suministro telefónico, limitándolo al tráfico internacional y a las conexiones interurbanas. Así, el 85 % de las cobranzas se destinaban a pagar sueldos y no existían excedentes para invertir en la ampliación, mantenimiento y automatización de líneas. El desorden administrativo llegó ser de tal magnitud que a fines de 1984 estaban instaladas 2,5 millones de líneas, lo que produjo pérdidas por U$S 500 millones anuales.

## Década de 1980: declive
Hacia 1980 existían 2,1 millones de líneas telefónicas funcionando. En 1989 se llegó a 3,1 millones de líneas. En 1987, durante el gobierno del radical Raúl Alfonsín y con el objeto de modernizar las comunicaciones, se lanzó el plan Megatel, que pretendía crear un millón de líneas telefónicas nuevas. Sin embargo, el plan fracasó: sólo se entregó una pequeña parte de los aparatos prometidos, y los tiempos de espera para las llamadas se sextuplicaron tras la aplicación del plan debido a la saturación de la capacidad de las centrales telefónicas y enlaces troncales, y la falta de mantenimiento de los mismos. El plan había costado 47 370 millones de australes. Nicolás Gallo, diputado de la UCR, asesor del gobierno y  presidente de ENTel entre 1987 y 1988, fue condenado por peculado y por el desvío de fondos públicos del Plan Megatel.
A principios de la década de 1990 fue creada la Comisión Nacional de Comunicaciones (CNC) como organismo de control para asignar el plan de numeración nacional, convenios de interconexión y fijar tarifas, entre otras cosas. Estas tareas eran propias del Ministerio de Obras y Servicios Públicos. La CNC es la actual encargada de regular y controlar las telecomunicaciones y servicios postales de la Argentina. El primer satélite argentino, diseñado especialmente para las telecomunicaciones fue puesto en órbita en 1990, llamado Lusat 1.
El satélite permitió la modernización de las telecomunicaciones

### Desregulación telefónica y privatización

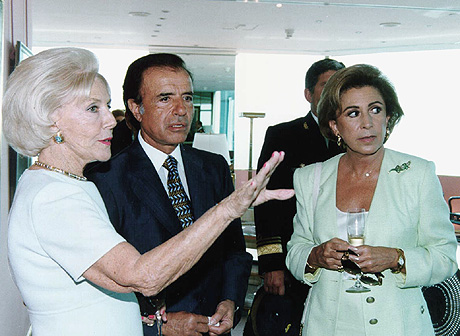
Durante la década de 1990 el presidente Carlos Menem (centro) el proceso de privatización fue dirigido por José Roberto Dromi y María Julia Alsogaray (derecha).

Para privatizar la compañía se crearon las empresas Sociedad Licenciataria Norte S.A. y Sociedad Licenciataria Sur S.A. —luego Telecom Argentina y Telefónica de Argentina, respectivamente— y dos para los servicios de comunicaciones internacionales y télex.Las privatizaciones dependían de las dispensas concedidas por bancos internacionales, ya que en 1987 el gobierno de Raúl Alfonsín había ratificado un acuerdo firmado durante la dictadura militar, llamado GRA, según el cual las empresas del Estado fueron tomadas como garantía de la deuda externa argentina
Durante el proceso de privatización, hubo un drástico ajuste en el personal de la compañía. Las empresas privatizadas ofrecieron retiros voluntarios, así se redujo la dotación de empleados de 45 000 a menos de 20 000. El porcentaje promedio de reducción de puestos de trabajo hasta 1997 alcanzó el 57%. Diez años después, el número se había reducido a menos de 10 000 empleados, el 75% menos desde que se hicieron cargo de ENTel. Así, se redujo sustancialmente la cantidad de personal empleado, Durante el proceso privatizador, la deuda de la compañía llegó a un récord de US$ 1200 millones, 780 de los cuales correspondían a Siemens. El Estado argentino asumió esa deuda a través del ente ENTel Residual y se hizo cargo de todos los juicios por malas prestaciones iniciados a las empresas privadas.

#### Polémicas en la privatización
Antes de concretar la privatización, la interventora y diputada de la Ucedé María Julia Alsogaray, incrementó el valor de las tarifas telefónicas de manera abrupta. El 7 de febrero de 1990 el aumento fue del 112%, elevándose a más del 300% a fines del mismo mes. ENTel fue cotizada en US$ 1 900 000 cuando, según estimaciones, su valor real triplicaba esa suma. Por las irregularidades en su privatización, Alsogaray fue condenada por fraude a la administración pública a cuatro años de prisión. La denuncia incluyó la transferencia de bienes que no eran de ENTel a las empresas privadas. Además el inventario de los bienes de ENTel se realizó después de realizadas las ofertas de las compañías interesadas. En 2013, la ex interventora quedó declarada penalmente responsable del delito de «administración fraudulenta» en contratos durante la privatización siendo sentenciada a 4 años de prisión. habiendo sido anteriormente condenada por enriquecimiento ilícito y obligada a devolver el dinero. En 2015, Alsogaray fue nuevamente condenada por otro juicio por «defraudación en perjuicio de una administración pública».
Las tarifas sufrieron aumentos tales, que las ubicaron entre las más altas del mundo, mientras que la planta de trabajadores se reducía. El subsidio a la empresa privada se manifestó a través de la absorción, por parte del Estado, de sus deudas, que en el caso de ENTel aumentó en un 122% durante la intervención de María Julia Alsogaray, por medio de contrataciones a empresas de los grupos Pérez Companc y Techint, y compras sobrefacturadas a la subsidiaria de Siemens en Argentina.

### Evolución en manos privadas
Durante el gobierno radical, del ministro de Obras Públicas, Rodolfo Terragno intervino la empresa para privatizarla. El proyecto consistía en la gestión y venta del 40% del paquete accionario de Entel a Telefónica de España, con la idea de crear una empresa mixta, administrada por el grupo español. Así, entre 1989 y 1990, la empresa aumenta en un año su endeudamiento en un 122%.

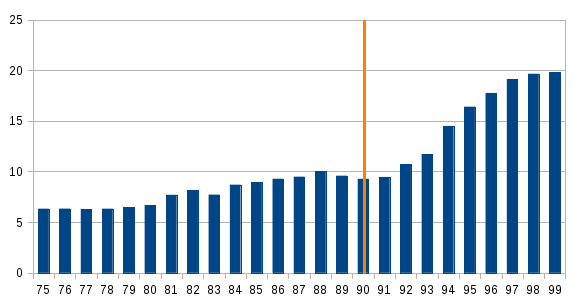

En  2005 comienza el juicio contra interventora María Julia Alsogaray, la integrante del Tribunal Arbitral de Obras Públicas Yolanda Eggink y los empresarios Sergio y Gustavo Meller, por la responsabilidad penal por el pago ilegítimo de 30 millones de pesos/dólares vinculado a la publicación anual de las guías telefónicas en la Ciudad de Buenos Aires. La política liberal Alsogaray ya contaba con una condena firme por su paso durante la privatización de la compañía estatal: en 2014 fueron condenados a cuatro años de prisión,  y una condena de cinco años al ser encontrada responsables de una contratación fraudulenta, en 1994.]]
Durante el proceso de privatización, hubo un ajuste del personal de la compañía: se redujo la dotación de empleados de 45 000 a menos de 20 000. El porcentaje promedio de reducción de puestos de trabajo hasta 1997 alcanzó el 57%. Ese mismo año terminaría el juicio contra la responsable de la privatización. La interventora María Julia Alsogaray hija del famoso político liberal fue condenada autora y partícipes necesarios, respectivamente, del delito de negociaciones incompatibles con la función pública por sobornos por más de 32 millones de dólares.
 la empresa será transferida al sector privado sin ningún pasivo, haciéndose cargo el Estado del total de las deudas.
En el juicio se determina que la ex interventora María Julia Alsogaray, y los empresarios Sergio y Gustavo Meller, tuvieron responsabilidad penal por el pago ilegítimo de 30 millones de pesos/dólares vinculado a una deuda reclamada por Meller S.A., a raíz del contrato que la para la publicación anual de las guías telefónicas en la Ciudad de Buenos Aires.
Tanto Alsogaray como Daneri tienen una condena firme por su paso durante la privatización de la compañía estatal: en 2014 fueron condenados a cuatro años de prisión, al ser encontrados responsables de una contratación fraudulenta, en 1994. En paralelo se transfirieron a diferentes empresarios cercanos a la ministra decenas de propiedades y activos inmobiliarios de la empresa, entre ellos Jorge O'Reilly dueño una empresa dedicada al desarrollo de emprendimientos privados en tierras fiscales mientras enfrentaba varios los cuestionamientos y denuncias por las construcciones en algunos de estos terrenos, sobre tierras fiscales de General Pacheco que pertenecían la ex Entel transfirió en forma irregular cuando se privatizó la empresa.
Si bien la prédica privatista esgrimía romper el monopolio las empresas adjudicatarias monopolizaron el servicio al país en dos regiones, Norte y Sur. Esto redundó en tarifas locales más caras, que de algún modo subsidiaban las tarifas internacionales donde la situación era de competencia entre empresas.
Luego de la privatización, entre los años 1991 y 1999, Telefónica de Argentina y Telecom Argentina acumularon, en conjunto, 5590 millones de dólares en concepto de utilidades contables, triplicando los 830 millones que supuso el desembolso realizado para comprar ENTel.

## Cospeles y tapa de cableados
A diferencia de otros países, en los cuales las llamadas en teléfonos públicos se efectuaban depositando monedas, en los equipos públicos de ENTel se utilizaron fichas metálicas denominadas cospeles, a fin de evitar que los teléfonos fueran vandalizados y robadas las monedas de su interior. Tras la privatización, los nuevos teléfonos públicos de Telefónica de Argentina y Telecom admitían monedas de curso legal y tarjetas magnéticas.

### Logotipo
El logotipo de Entel era de forma circular, representando una letra "e" minúscula, formado por un círculo de color azul o blanco, con el diseño de un disco de teléfono en la parte superior (representando el "globo superior" de la letra "e") y el del extremo (indistinto) de un tubo telefónico en la zona media-inferior (representando la abertura de la letra "e"). Este logotipo fue replicado en las boletas de teléfono, en las cabinas telefónicas y los cospeles.

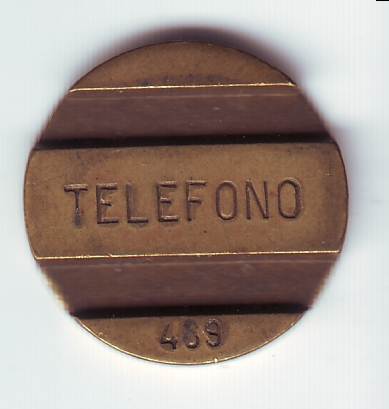
Cospel para llamadas locales (anverso)
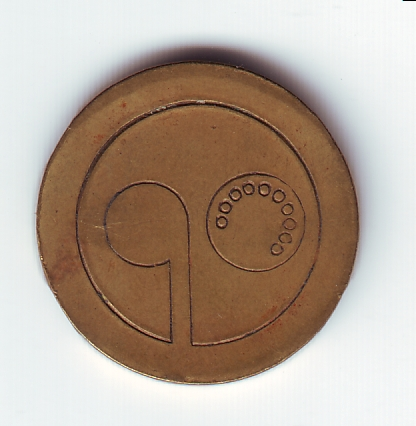
Cospel para llamadas locales (reverso)
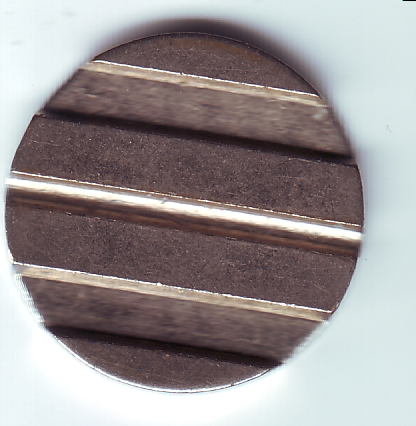
Cospel para llamadas de larga distancia (anverso)
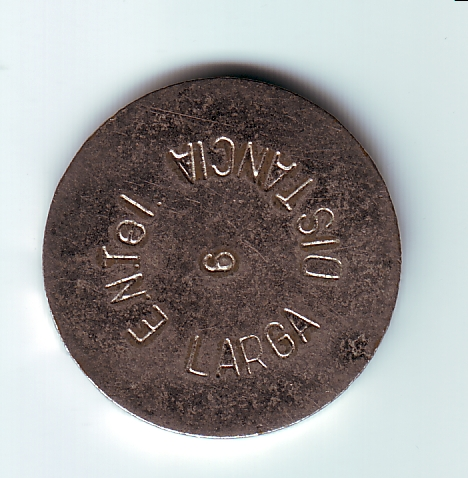
Cospel para llamadas de larga distancia (reverso)

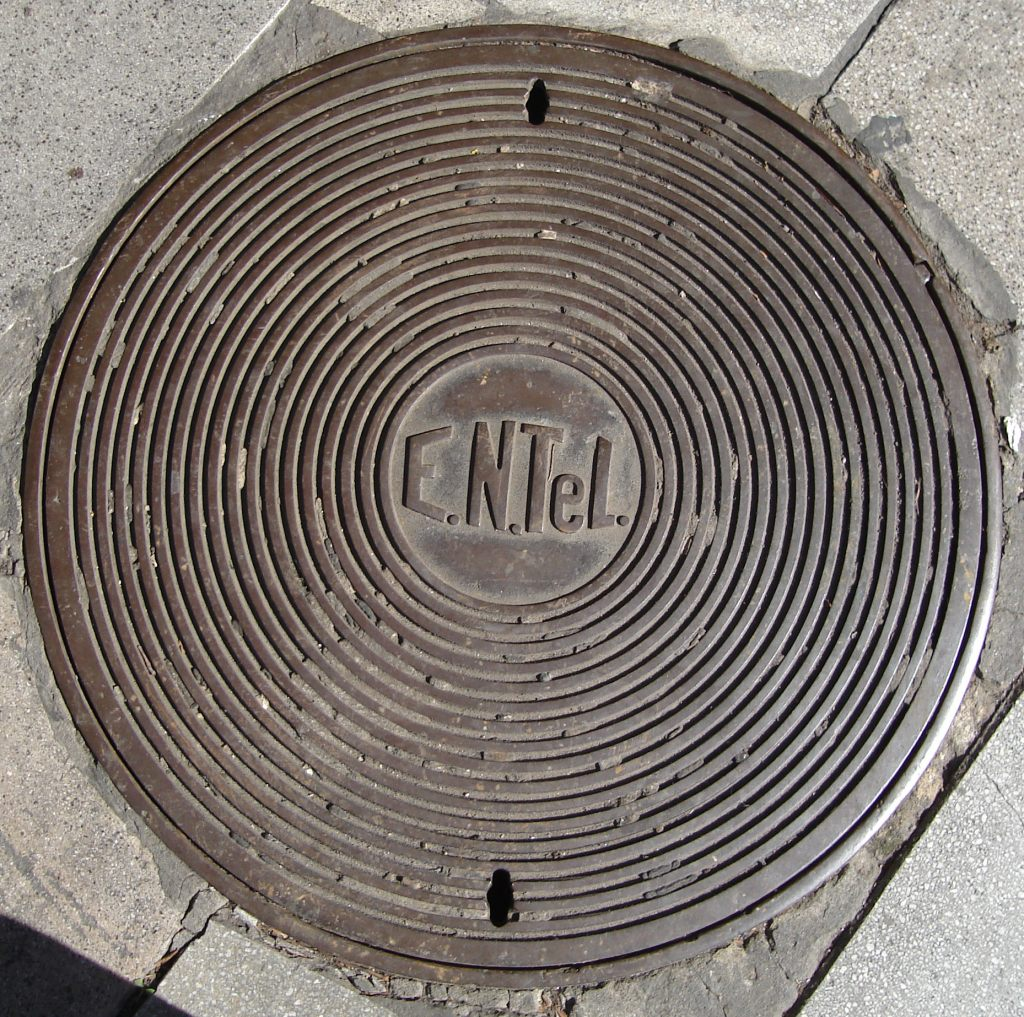
Tapa del cableado de ENTel
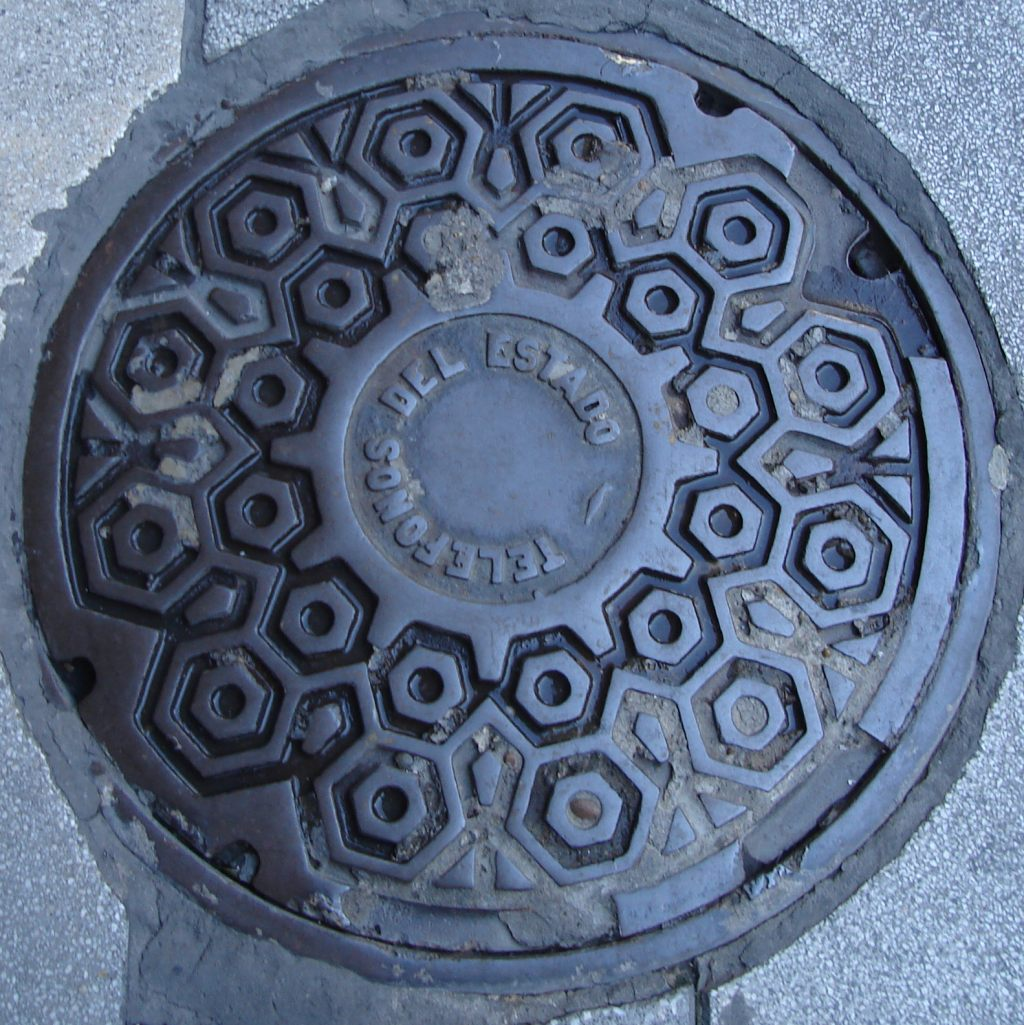
Tapa de Teléfonos del Estado
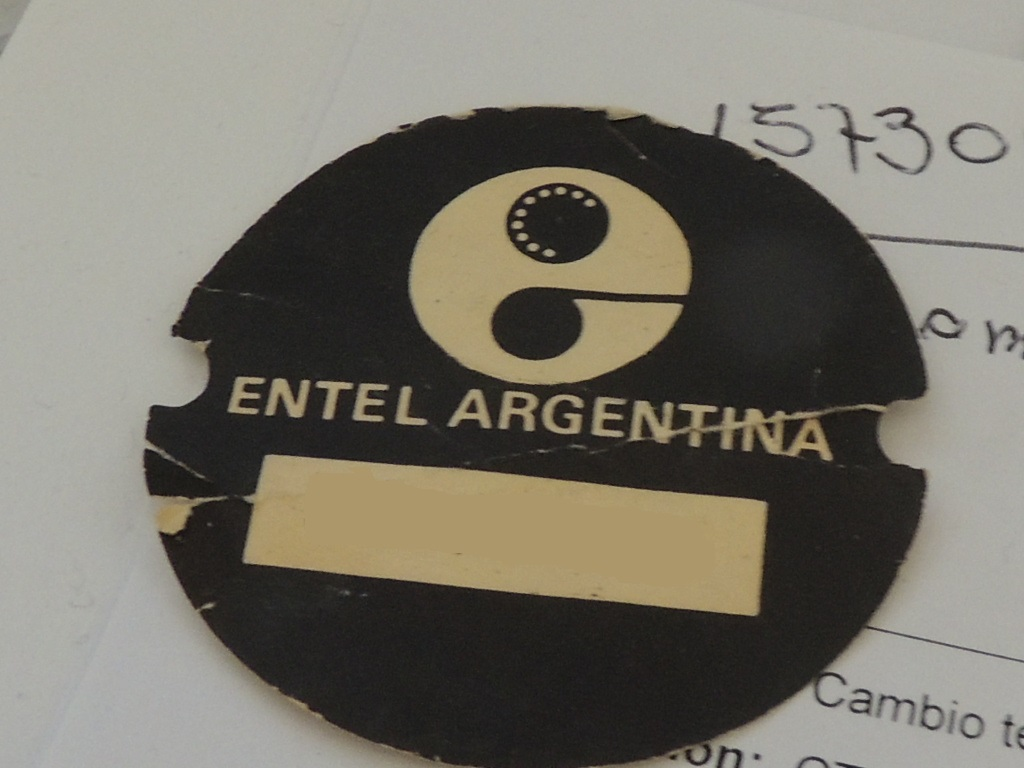
El logotipo de Entel